# Capital cultural (sociología)
El concepto sociológico de capital cultural fue acuñado y popularizado por Pierre Bourdieu, quien lo define como la acumulación propia de una clase que, heredada o adquirida mediante la socialización, tiene mayor peso en el mercado simbólico cultural cuanto más alta es la clase social de su portador. El término fue empleado por primera vez en el libro La reproducción (1973), de Pierre Bourdieu y Jean-Claude Passeron. El concepto también es multifacético y sirve para muchos propósitos de factores analíticos.

## Capital cultural en Bourdieu
En el capítulo Las Formas de Capital del libro  Poder, Derecho y Clases Sociales (1983), Bourdieu define capital cultural como las formas de conocimiento, educación, habilidades, y ventajas que tiene una persona y que le dan un estatus más alto dentro de la sociedad. En principio, son los padres quienes proveen al niño de cierto capital cultural, transmitiéndole actitudes y conocimiento necesarios para desarrollarse en el sistema educativo actual. Es lo que diferencia a una sociedad de otras, en ella se encuentran las características que comparten los miembros de dicha sociedad, tradiciones, formas de gobierno, distintas religiones, etc. Y el cual se adquiere y se refleja en el seno familiar y se refuerza en las escuelas y situaciones de vida diaria.

## Formas de capital cultural
Bourdieu divide el capital cultural en tres vertientes: el capital cultural incorporado, el objetivado y el institucionalizado. Bourdieu hace una distinción entre estos tres subtipos:
- El capital cultural incorporado se refiere a la facultad del ser humano de cultivarse. La interiorización del capital cultural y su posesión es lo que da a luz al habitus de una persona. Sin embargo, la transmisión del capital no ocurre instantáneamente sino gradualmente y a lo largo del tiempo.
- Una forma objetivada son los bienes culturales (libros, cuadros, discos...). Para apropiarse de un bien cultural, es necesario ser portador del habitus cultural.
- Una forma institucionalizada que se refiere a ser reconocido por las instituciones políticas por medio de elementos como los títulos escolares. Un título escolar se evalúa bajo un mercado, el de los títulos escolares. Su valor es relativo y depende de su posición en el seno de la escala relativa de los títulos escolares. Es el valor de un título que permite beneficiarse, por ejemplo, bajo el mercado de trabajo o bajo el mercado de los productos de bienes culturales. Este tipo de capital se logra por medio de inversión de tiempo y dinero, por lo que Bourdieu se refiere a dicho capital como un valor que puede ser intercambiado por dinero.

## Aplicaciones del capital cultural
El capital cultural está directamente asociado con muchos otros conceptos de ciencias sociales y humanas. Se encuentra presente en muchas áreas de estudio, como la política, la filosofía, la pedagogía, el arte, etcétera. 

Dado que el capital cultural es algo que se va adquiriendo, está íntimamente ligado con los procesos cognitivos y educativos. Durante la década de 1970, Bourdieu exploró el impacto del capital cultural y llegó a la conclusión de que, por lo regular, los padres de niveles socioeconómicos más altos proveen a sus hijos de ciertas habilidades y actitudes que les permiten acercarse a las instituciones educativas con mayor familiaridad y comodidad, ya que estas se encuentran dentro de su habitus; estos niños serán, por lo tanto, más proclives a ser exitosos académicamente. El capital cultural muchas veces se manifiesta a través de los intereses y el consumo cultural del individuo. (Hampden-Thompson, 2012) 

Por el contrario, los niños que crecen en ambientes violentos y/o pobres suelen presentar un déficit de capital cultural; esto está estrechamente relacionado con el hecho de que las necesidades de tipo económico exigen que los niños abandonen la escuela a edades muy tempranas para ponerse a trabajar. El desarrollo de sus capacidades de interacción social también se ve minado: las calles representan un espacio peligroso, obligándolos a pasar la mayor parte del tiempo dentro de casa, y la socialización es uno de los factores que incrementan el capital cultural de una persona. El capital social y el capital cultural se enriquecen entre sí. (Hernández, Grineski, 2013)

## Relación con los otros tipos de capital
Las diferentes formas de capital se gestan en dos dimensiones: Interés vs. Desinterés e institucionalización vs. No institucionalización de los derechos de capital. En estos ejes se pueden posicionar los recursos sociales sean objetivos o subjetivos. Por ejemplo, el dinero se acomoda en dirección hacia los polos “Mercantil” e “Institucional”. En la cultura de occidente las relaciones de familia se posicionan entre el polo “Institucional” y en el “Don”.
La mayor parte de las propiedades del capital cultural puede deducirse del hecho de que en su estado fundamental se encuentra ligado al cuerpo y supone la incorporación. La acumulación del capital cultural exige una incorporación que, en la medida en que supone un trabajo de inculcación y de asimilación, consume tiempo, tiempo que tiene que ser invertido personalmente por el “inversionista” (al igual que el bronceado, no puede realizarse por poder): El trabajo personal, el trabajo de adquisición, es un trabajo del “sujeto” sobre sí mismo (se habla de cultivarse). El capital cultural es un tener transformador en ser, una propiedad hecha cuerpo que se convierte en una parte integrante de la “persona”, un hábito.
Existe también una tercera dimensión conocida como “Alquimia social”, la que legitima las formas adquiridas, es decir, el capital simbólico. Este eje se muestra como la fuerza que los poseedores del capital ejercen para hacer valer sus derechos. Se mueve entre los polos del “Poder” y la “Dominación”. Es “la imposición de la propia voluntad por el recurso de la fuerza o el recurso de la legitimidad”. El capital cultural hace referencia al uso de la cultura como medio para crear desigualdad social, mientras que el capital simbólico puede ser capital cultural, pero también cualquier otro tipo de capital, en tanto que es percibido como legítimo.

## Críticas al concepto
El concepto de capital cultural en Bourdieu no está claramente definido a pesar de haberse llevado a la práctica de formas variadas (Sullivan, 2002). Los investigadores han aplicado el concepto de diferentes formas lo que, en un plano empírico, ha ocasionado que las conclusiones de las indagaciones y experimentos sobre el efecto del capital cultural en la educación hayan sido variadas.
Debido a que la definición de Bourdieu no es precisa, no se puede saber qué tipo de operacionalización es bien aceptada. Muchos estudios parecen haber tomado la conveniente ruta de definir el capital cultural con base en los parámetros sobre educación preexistentes. Incluso se afirma que la propia operacionalización del concepto por parte de Bourdieu es inadecuada.
A todo esto el propio sociólogo francés apuntala:“… ellos no critican mi análisis, pero una representación simplificada, si no dañada, de mi análisis. Eso es porque aplican invariablemente las mismas formas de pensamiento, distinción y oposiciones que mi análisis busca destruir y superar”.
Otra cuestión en disputa es hasta qué punto está relacionado con el concepto marxista de capital.